# Història d'amor
Història d'amor (títol original en anglès One from the Heart) és una pel·lícula estatunidenca de Francis Ford Coppola estrenada el 1982.
La música de la pel·lícula, a càrrec de Tom Waits, va rebre una nominació a l'Oscar.

## Argument
Dos veïns de Las Vegas, Hank i Franny, una mica espatllats per la seva vida de parella, discuteixen i marxen cadascun pel seu costat. Es trobaran al cap de la nit, després d'haver fet cadascun una trobada.

## Repartiment
- Frederic Forrest: Hank
- Teri Garr: Frannie
- Raúl Juliá: Ray
- Nastassja Kinski: Leila
- Lainie Kazan: Maggie
- Harry Dean Stanton: Moe
- Allen Garfield: propietari del restaurant
- Rebecca De Mornay: suplent

## Al voltant de la pel·lícula
Projecte desmesurat de Coppola, produït per la seva nova productora American Zoetrope, Història d'amor  es defineix com una gran pel·lícula sobre Amèrica, que parla de les classes populars, amb una història molt coneguda, llums cromo, sobre fons de comèdia musical. Però per fer-ho, Coppola posa començar per restituir un carrer de Las Vegas en l'estudi. Imposa una unitat d'acció i de temps i de fet al segon grau: de lloc, ja que tot està integralment compost en estudi. Coppola innova igualment en l'escenificació, ja que dirigeix pràcticament totes les preses des d'un control per monitors de vídeo interposats. Aquest desequilibri que se sent a la pantalla va desconcertar la crítica i el públic, i la pel·lícula va ser un fracàs comercial sonat.
Esdevinguda confidencial en la filmografia de Coppola, posseeix tanmateix trumfos destacables, per començar una excel·lent interpretació i una banda original particularment bona amb les composicions de Tom Waits cantades per Tom Waits i Crystal Gayle. Però el que la fa interessant és precisament el pas de Coppola pel treball d'estudi i en relació amb els colors, la llum i els enllumenats, i la manera d'utilitzar la decoració, la seva profunditat de camp i de posar els artificis cap a direccions noves (per exemple el vol de l'avió al final, i sobretot el joc de llums per situar Hank i Franny en dos llocs diferents però no obstant això sempre en el mateix pla).
Amb les seves pel·lícules següents, Coppola va donar la impressió de continuar exercicis d'estil tècnics: després de la llum a Història d'amor, es va exercitar amb la composició gràfica de la imatge a Rusty James (imatges en blanc i negre treballat, amb alguns afegits en colors), després va fer Cotton Club, un exercici de construcció i de muntatge que resta en els annals.